# Primera División de Venezuela 1970
La Temporada 1970 de Primera División fue la décima cuarta edición de la máxima categoría del Fútbol Profesional Venezolano. El Campeón fue el Deportivo Galicia.

## Equipos participantes
Fue jugada por ocho equipos: 4 Equipos de colonias y 4 Equipos locales
| Club                | Estado           |
| ------------------- | ---------------- |
| Anzoátegui F.C.     | Anzoátegui       |
| Deportivo Galicia   | Distrito Federal |
| Deportivo Italia    | Distrito Federal |
| Deportivo Portugués | Distrito Federal |
| Lara F.C.           | Lara             |
| Tiquire Aragua      | Aragua           |
| U.D. Canarias       | Distrito Federal |
| Valencia F.C.       | Carabobo         |

## Historia
El torneo se dividió en dos (2) etapas de dos (2) rondas cada uno, el campeón de cada etapa jugó la final absoluta  (llamada "Fase final") en partidos de ida y vuelta. 
La Fase final fue hecha con un "Championship Play-off" entre el Deportivo Galicia y el Deportivo Italia.
El Deportivo Galicia alcanzó su tercer título de "Campeón de Venezuela" con el técnico brasiliano Silvio Leites. El Deportivo Italia fue vicecampeón por tercera vez. En la Copa Venezuela del mismo 1970 lo italianos se "desquitaron": el Deportivo Italia fue primero y el Deportivo Galicia fue segundo.
El mejor goleador fue el uruguayo Roland Langon, jugador del Deportivo Galicia, con 13 goles.
Deportivo Galicia

Campeón
3.er título

## Rondas

### Primera Ronda

#### Tabla de posiciones
|    | Equipo              | PTS | PJ | PG | PE | PP | GF | GC | DG  |
| -- | ------------------- | --- | -- | -- | -- | -- | -- | -- | --- |
| 1. | Deportivo Italia    | 20  | 14 | 8  | 4  | 2  | 26 | 10 | 16  |
| 2. | Valencia F.C.       | 19  | 14 | 8  | 3  | 3  | 21 | 11 | 10  |
| 3. | Deportivo Galicia   | 16  | 14 | 7  | 2  | 5  | 21 | 15 | 6   |
| 4. | U.D. Canarias       | 15  | 14 | 4  | 7  | 3  | 12 | 12 | 3   |
| 5. | Lara F.C.           | 11  | 14 | 3  | 5  | 6  | 12 | 20 | -8  |
| 6. | Anzoátegui F.C.     | 11  | 14 | 5  | 1  | 8  | 22 | 31 | -9  |
| 7. | Deportivo Portugués | 10  | 14 | 3  | 4  | 7  | 13 | 18 | -5  |
| 8. | Tiquire Aragua      | 10  | 14 | 4  | 2  | 8  | 13 | 26 | -13 |

|  | Clasificado a la Final |

### Segunda Ronda

#### Tabla de posiciones
|    | Equipo              | PTS | PJ | PG | PE | PP | GF | GC | DG  |
| -- | ------------------- | --- | -- | -- | -- | -- | -- | -- | --- |
| 1. | Deportivo Galicia   | 22  | 14 | 11 | 0  | 3  | 28 | 13 | 15  |
| 2. | Deportivo Portugués | 20  | 14 | 9  | 2  | 3  | 24 | 12 | 12  |
| 3. | Deportivo Italia    | 17  | 14 | 7  | 3  | 4  | 17 | 14 | 3   |
| 4. | Valencia F.C.       | 14  | 14 | 5  | 4  | 5  | 15 | 12 | 3   |
| 5. | Lara F.C.           | 14  | 14 | 5  | 4  | 5  | 14 | 18 | -4  |
| 6. | Anzoátegui F.C.     | 11  | 14 | 4  | 3  | 7  | 18 | 17 | 1   |
| 7. | U. D. Canarias      | 9   | 14 | 3  | 3  | 8  | 12 | 26 | -14 |
| 8. | Tiquire Aragua      | 5   | 14 | 0  | 5  | 9  | 13 | 29 | -16 |

|  | Clasificado a la Final |

### Final
La Final fue disputada entre el Deportivo Italia y el Deportivo Galicia
| 18 de diciembre | Deportivo Italia | 0:0 | Deportivo Galicia | Olímpico de la UCV, Caracas |  |

| 20 de diciembre | Deportivo Galicia | 1:0 (Global 1:0) | Deportivo Italia | Olímpico de la UCV, Caracas |  |

## Tabla acumulada
|    | Equipo              | PTS | PJ | PG | PE | PP | GF | GC | DG  |
| -- | ------------------- | --- | -- | -- | -- | -- | -- | -- | --- |
| 1. | Deportivo Galicia   | 38  | 28 | 18 | 2  | 8  | 49 | 28 | 21  |
| 2. | Deportivo Italia    | 37  | 28 | 15 | 7  | 6  | 43 | 24 | 19  |
| 3. | Valencia F.C.       | 33  | 28 | 13 | 7  | 8  | 36 | 23 | 13  |
| 4. | Deportivo Portugués | 30  | 28 | 12 | 6  | 10 | 37 | 30 | 7   |
| 5. | Lara F.C.           | 25  | 28 | 8  | 9  | 11 | 28 | 39 | -11 |
| 6. | U. D. Canarias      | 24  | 28 | 7  | 10 | 11 | 28 | 39 | -11 |
| 7. | Anzoátegui F.C.     | 22  | 28 | 9  | 4  | 15 | 40 | 48 | -8  |
| 8. | Tiquire Aragua      | 15  | 28 | 4  | 7  | 17 | 26 | 55 | -29 |

|  | Campeón, clasificado para la Copa Libertadores 1971.    |
|  | Subcampeón, clasificado para la Copa Libertadores 1971. |